# Csigákat gyűjtöttünk (album)
A Csigákat gyűjtöttünk dupla lemezes album FankaDeli (polgári nevén Kőházy Ferenc) 27. stúdióalbuma, amely - a korábbiaktól eltérően - közönségfinanszírozás (úgynevezett "kickstarter") formájában jött létre. A felvételek a NightChild Root Studióban készültek 2012 és 2015 között.

## A gyűjtésről
A felhívást a honlapján és egy youtube videón keresztül intézte az előadó a hallgatósága felé.
A módszer úttörő hazai viszonylatban, hiszen korábban egyetlen ismert (értsd: >90 ezer facebookos követővel rendelkező, tucatnyi lemezt kiadó, rádiós listákon szereplő) zenész sem vállalta be lemezmegjelentetés ezen formáját.
A 2013. november 24-én induló projekt keretén belül közel másfél év alatt gyűlt össze a kitűzött, 3 millió forintos végcél, amely a lemezek és a borító legyártását, alapzenéket, stúdióköltségeket, és a videóklipek árait fedezte. Pontosan 480 fő támogatta a lemez megjelenését. A minimum hozzájárulás 2500 forint lehetett.
Egy budapesti bográcsozással egybekötött lemezátadón lehetett leghamarabb hozzájutni a csomaghoz, ahol több mint 200-an megjelentek. A többi támogató telefonos egyeztetés után kaphatta kézhez.
Öt albumon szereplő számból készült klip, ezek a Gyermek, A szivárvány végén, a Ne cseszd el, az Ott találsz, a Szappanbuborék címet viselik.
A sikeres gyűjtés megalapozta a zenész későbbi klipjének (Ne feledd), és albumának (Felhőtérkép) finanszírozási formáját.
Lemezbemutató koncertre 2015. október 10-én került sor az Iskolában.

## A csomagolás
A lemez borítóját és a CD grafikáját Andreas készítette. Mellékletként egy köszönetnyilvánító és történetet elmesélő füzet tartozik hozzá.

## Érdekességek
- Kizárólag az előrendelők kaphatták meg a teljes csomagot, vagyis az extra számokat és egy werkfilmet tartalmazó DVD-t.
- Az Ott találsz klip, a legnagyobb hazai torrent oldalon debütált, ahol közvetlen támogatásra, és a lemez legális letöltésére nyílt lehetőség a felhasználók számára.
- A lemezen hallható vokál a volt feleségéé, Bognár Andreáé.
- A Ne cseszd el című profi klip elkészülését az amerikai egyesült államokbeli MAG közösség támogatta.
- Az album borítóján megjelenik az alapzenéket készítők neve is.
- Kettő darab Így készült videó került fel a legnevesebb videó megosztóra, a gyűjtés harmadánál, és kétharmadánál.

## Számlista

### CD
| Cím | Cím                  | Hossz |
| --- | -------------------- | ----- |
| 1.  | Légy bátor           | 3:42  |
| 2.  | Disznók elé gyöngyöt | 4:32  |
| 3.  | A szivárvány végén   | 5:08  |
| 4.  | Itt benn             | 4:58  |
| 5.  | Családfa             | 4:01  |
| 6.  | Szappanbuborék       | 5:28  |
| 7.  | Élj úgy              | 4:12  |
| 8.  | Pont szemben         | 3:58  |
| 9.  | Gyermek              | 4:19  |
| 10. | Nem rettent          | 5:04  |
| 11. | Ne cseszd el         | 4:39  |
| 12. | Csigákat gyűjtöttünk | 5:13  |
| 13. | Én voltam            | 4:48  |
| 14. | Ott találsz          | 4:46  |
| 15. | Ne feledd            | 4:32  |
| 16. | Azért mesélek        | 4:52  |
| 17. | A szívem kamasz      | 5:45  |

### Extra DVD
| Cím | Cím              | Hossz |
| --- | ---------------- | ----- |
| 18. | Az égbolt felhős | 4:29  |
| 19. | Rajtatok múlik   | 4:08  |